# Cryptanthus giganteus
Cryptanthus giganteus là một loài thực vật có hoa trong họ Bromeliaceae. Loài này được Leme & A.P.Fontana mô tả khoa học đầu tiên năm 2008.